# Saltos en los Juegos Olímpicos de Los Ángeles 2028
Las competiciones de saltos en los Juegos Olímpicos de Los Ángeles 2028 se realizarán en el LA84 Foundation/John C. Argue Swim Stadium de Los Ángeles, en julio de 2028.